# Miliário

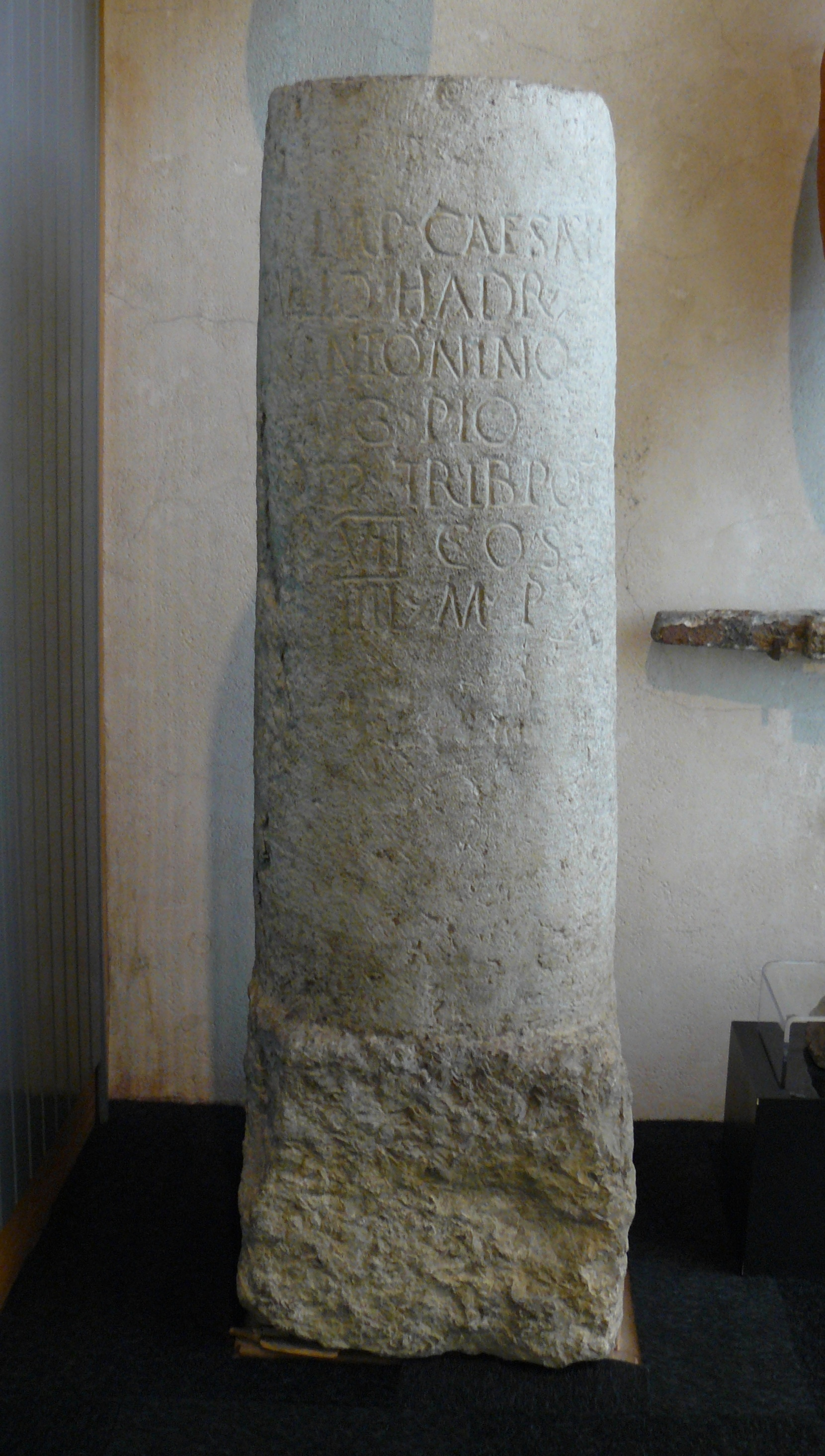
Miliário de uma Estrada romana de Alba Helviorum (Ardèche) de 145 d.C. com a sua base quadrada.

No tempo da Roma Antiga, os miliários eram marcos, geralmente feitos de pedra local e na forma de colunas monolíticas, com uma inscrição gravada e destinados a marcar distâncias no percurso das principais estradas romanas do império. Hoje, eles só permitem de reconstituir o traçado dessas vias, como a história das estradas e, em parte, da região envolvente.

## Descrição
Os miliários, na maioria das vezes, apresentam-se como colunas cilíndricas ou ovalizadas, por vezes paralelepipédicas, de calcário, arenito, granito ou basalto, cuja base é muitas vezes cúbica e saliente para permitir um enraizamento mais sólido, e cuja altura varia de 0,9 a 4 m, e o diâmetro de 0,5 a 0,8 m (em Portugal  a altura varia de 2 m a 2,6 m inteiros e o diâmetro entre 0,5 e 0,63 m com alguns muitos raros exemplares mais finos) Um pequeno texto e a distância eram gravados na pedra, embora alguns miliários poderão ter tido uma anotação pintada.

## Unidades adotadas
A unidade de distância mais usada entre os marcos miliários (em latim miliaria  no plural, Miliarium), era uma milha ou seja 1000 passos romanos (daí o termo miliário). Um passo
romano (passus) representava  5 pês, seja 1,48 m, porque na verdade era dois passos dos nossos, assim uma milha representava uma distância em princípio de 1 480 metros.
No entanto, há três teses diferentes sobre o valor métrico duma milha romana:
- Os que pensam que esse valor é imutável.[3] A origem dessa tese provém duma frase de Políbio livro III, 39, 8,[4]

| “ | Os romanos mediram esta estrada por pés e cuidadosamente ergueram marcos de oito em oito Estádios | ” |

 O Estádio é uma unidade de origem grega, que para os romanos (Estádio Itálico) media o equivalente de 185 m, só que existia também o Estádio Olímpico de 176 m, e os estádios nem sempre tiveram o mesmo valor
- Os que pensam que pode ter valores diferentes conforme as vias. Brah encontrou milhas de 1481, 1393, 1666, 1250 e 1000 m[6][7]
- E enfim os que pensam que o valor da milha é variável numa mesma via. Por exemplo A. Blanquez admite, entre outras,  milhas de 1481, 1393  e de 1252 m na Via Nova[8] Para a mesma via Colmero com uma roda de topógrafo encontrou milhas de 10 estádios (1850 m), 9 estádios (1666 m), 8 1/2 estádios (1570 m) e 8 estádios (1480 m), o valor alternando depois dum Mansio ou Mutatio.[9],[10]

Uma das grandes dificuldades é de determinar o percurso original da via entre dois marcos miliários, e de encontrar dois marcos seguidos no local de origem. Na pratica os resultados são diversos, e a medição não dá resultados constantes.
As outras unidades empregadas eram o Estádio para distâncias percorridas no mar, em vias marítimas ou em parte marítimas como a Via XX, e a légua de 1500 passos ou seja 2 222 m só na Gália e na Germânia a partir do reinado de Trajano.

## A inscrição
Os marcos miliários foram elevados de milha em milha, além da distância, incluíam também uma menção, para relembrar os imperadores que encomendaram a obra, e aqueles que a seguir encomendaram obras de manutenção. Portanto, os marcos traziam uma inscrição geralmente mencionando :
- O nome do imperador que mandou construir ou reparar a estrada (com as vezes o nome do legado, propretor e procurador da província)
- A filiação natural ou adotiva.
- os títulos honoríficos.
- os epítetos.
- os cargos públicos
- a distância entre o local – que não é mencionado – e o local de partida (ou chegada) nem sempre mencionado, indicada em milhas romanas (a cada 1480 m aproximadamente).[1]

As suas inscrições foram compiladas no volume XVII do Corpus Inscriptionum Latinarum. 

## A função
Foi talvez à partir do ano 123 aC. com a lei Sempronia viara de Caio Graco, ligada a uma importante reforma agrária, que a implementação dos miliários se generalizou, tornando~se obrigatória. Mas o papel exato dos marcos ainda é discutido, entre representação do poder e da autoridade central de Roma e do Imperador ou ao contrário marca de lealdade e submissão da hierarquia militar.
Para Gil Vasco Mantas eles asseguravam inegavelmente um papel de representação do poder unificador de Roma, e um testemunho da ação. Ao contrario, José de Encarnação aponta a função dos miliários como "suportes de informação e propaganda", e um testemunho do culto ao imperador. De mesmo para Benjamin Isaac, os marcos miliários não são só objetos utilitários, e sua função de comunicação deve ser colocada no contexto da monarquia autocrática que foi o Império. Assim, na parte oriental do Império, os marcos levam o título do imperador em latim, enquanto as indicações de distância são muitas vezes em grego: esta última parte pode, portanto, ser lida pela população local que não conhece o latim ao contrário da primeira. Mas, segundo ele, a mensagem não era tanto destinada aos soldados, mas usada por sua hierarquia para mostrar sua lealdade ao imperador  .

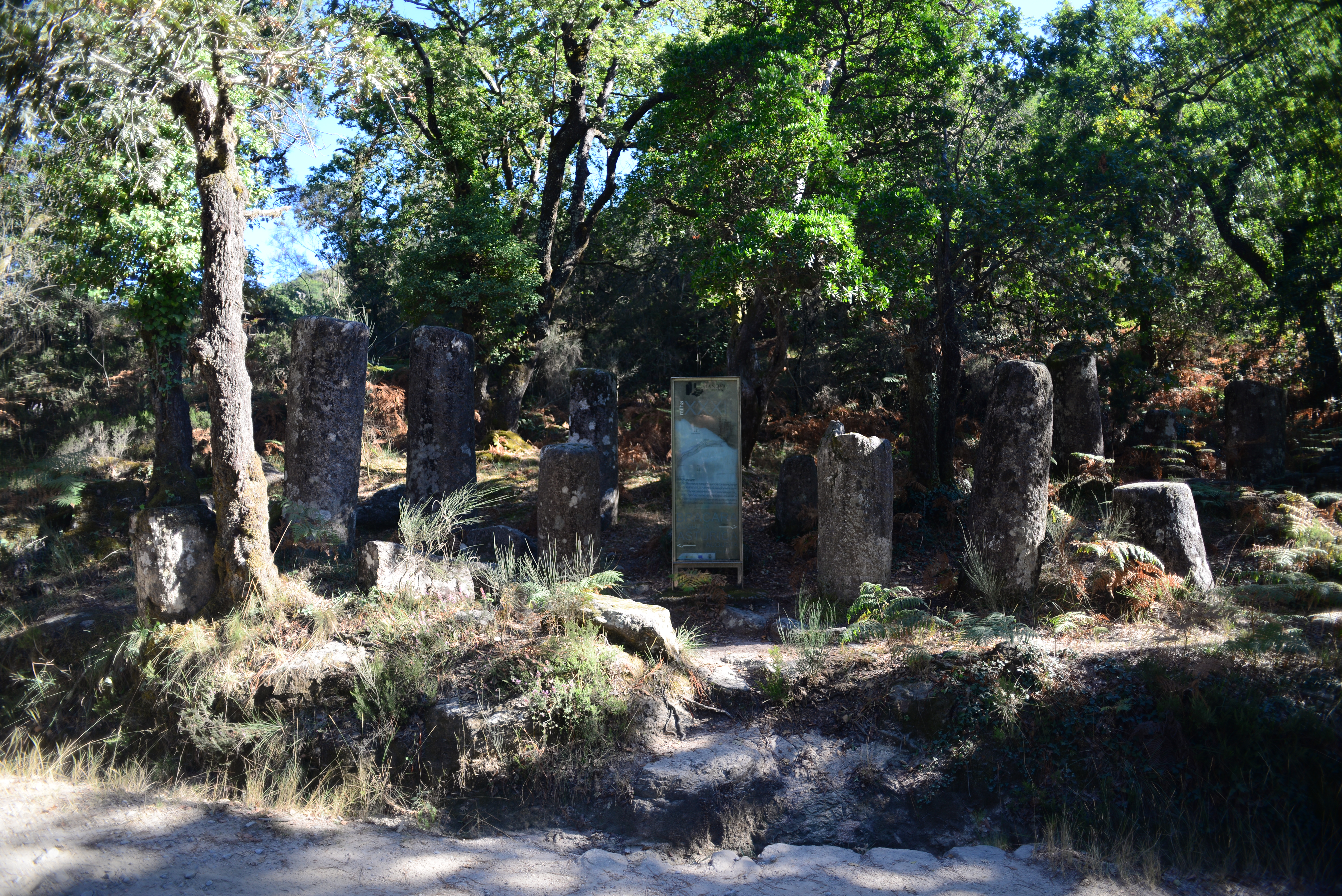
Milha XXX da Via Nova, Terras de Bouro

Ainda segundo Benjamin Isaac, em várias províncias, na Bretanha, Judéia e Panônia, datam os primeiros marcos da passagem de Adriano por essas regiões: o exército e seus oficiais demonstrando assim sua lealdade ao soberano e a boa administração dos territórios colocados sob sua autoridade. Os miliáros ilustrariam então não tanto a vontade do Império de manifestar o seu poder perante os seus súbditos, mas ao contrario era uma prova de submissão dos chefes das províncias perante o Impérador  A disposição dos miliáros ao longo das vias não obedeceria a uma lógica particular e a acumulação de miliáros no mesmo local apenas assinalaria a repetição mecânica de uma demarcação servindo para dar garantias de fidelidade. Benjamin Isaac observa, no entanto, a possibilidade de os miliáros também terem um papel mais concreto indicando atribuições tributárias no campo.
Th. Kissel explorou recentemente esta ideia e sustenta que os miliáros tiveram também um importante papel institucional e fiscal. Com efeito, a manutenção regular das vias romanas era da responsabilidade das comunidades locais . As condições concretas desta manutenção são muito pouco conhecidas, mas é certo que o custo foi muito pesado e alguns marcos trazem a menção das comunidades terem participado na construção ou manutenção da estrada. Mesmo que na maioria das vezes mencionam a ação do imperador, responsável final pelos caminhos do Império. Este podia às vezes financiar a obra ou confiá-la ao seus soldados.
Os marcos também foram usados para fornecer informações territoriais: em uma disputa territorial na Frígia, os marcos serviram de referência para definir as responsabilidades de cada um diante das exigências da administração, os marcos delimitavam, portanto, os diferentes trechos de estradas que deveriam ser construídos ou mantidos pela população local.
Cada reparação ou cada redefinição de requisitos fiscais pode conduzir a uma remarcação, acrescentando-se um novo miliário ao antigo. Por isso, é bastante comum encontrar vários marcos miliários (ninhos) de diferentes épocas no mesmo local. O estudo da cronologia desses marcos é uma fonte importante para entender a evolução da rede viária, e da região envolvente durante a época romana.

## Localização
Dos 10 000 miliários conhecidos, cerca de 400 encontram-se em Portugal, a maioria no antigo Convento bracarense ou seja a norte do Douro. Por exemplo na Via XVI entre Olisipo e Bracara Augusta (Lisboa-Braga), foram encontrados 45 marcos para uma extensão de 244 milhas, 22 deles entre Braga e o Porto em 35 milhas.

## Epigrafia latina dos miliários
Alguns exemplos mais comuns:
- IMP.: imperator, imperador
- CAES.: caesar, cesar,  era o cognome ou apelido dos descendentes de Júlio Cesar por Augusto seu filho adotivo.
- AVG.: Avgvtvs, Augusto, pessoa sagrada.
- F. ou FIL.: Filius, filho
- P. M . OU PONT. MAX. OU PONTIF. MAX.:Pontifex  maximus, Pontífice máximo é o primeiro dos títulos honoríficos.
- COS. OU CONS.: Consvl, cônsul.
- PROCOS.: Proconsul, procônsul
- LEG. AVG. OU AVGG.: Legatvs Avgvsti, legado de Augusto.
- PROPR. OU PR.: Propretor, propretor
- P. P. ou PAT. PAT.: Pater Patriae, pai da pátria.
- M. P.: Milia passuum, milhares de passos, ou milha, seguido da distância em números romanos.[1]

## Descrição de alguns miliáros
- Miliário Dourado, no Fórum de Roma.

O Miliário Dourado era um miliário, provavelmente de mármore ou bronze dourado, construído pelo imperador Augusto em 20 a.C., no centro do Fórum Romano. A partir daí, passou-se a considerar que todas as estradas romanas começavam neste monumento e todas as distâncias no Império Romano eram medidas em relação a ele.

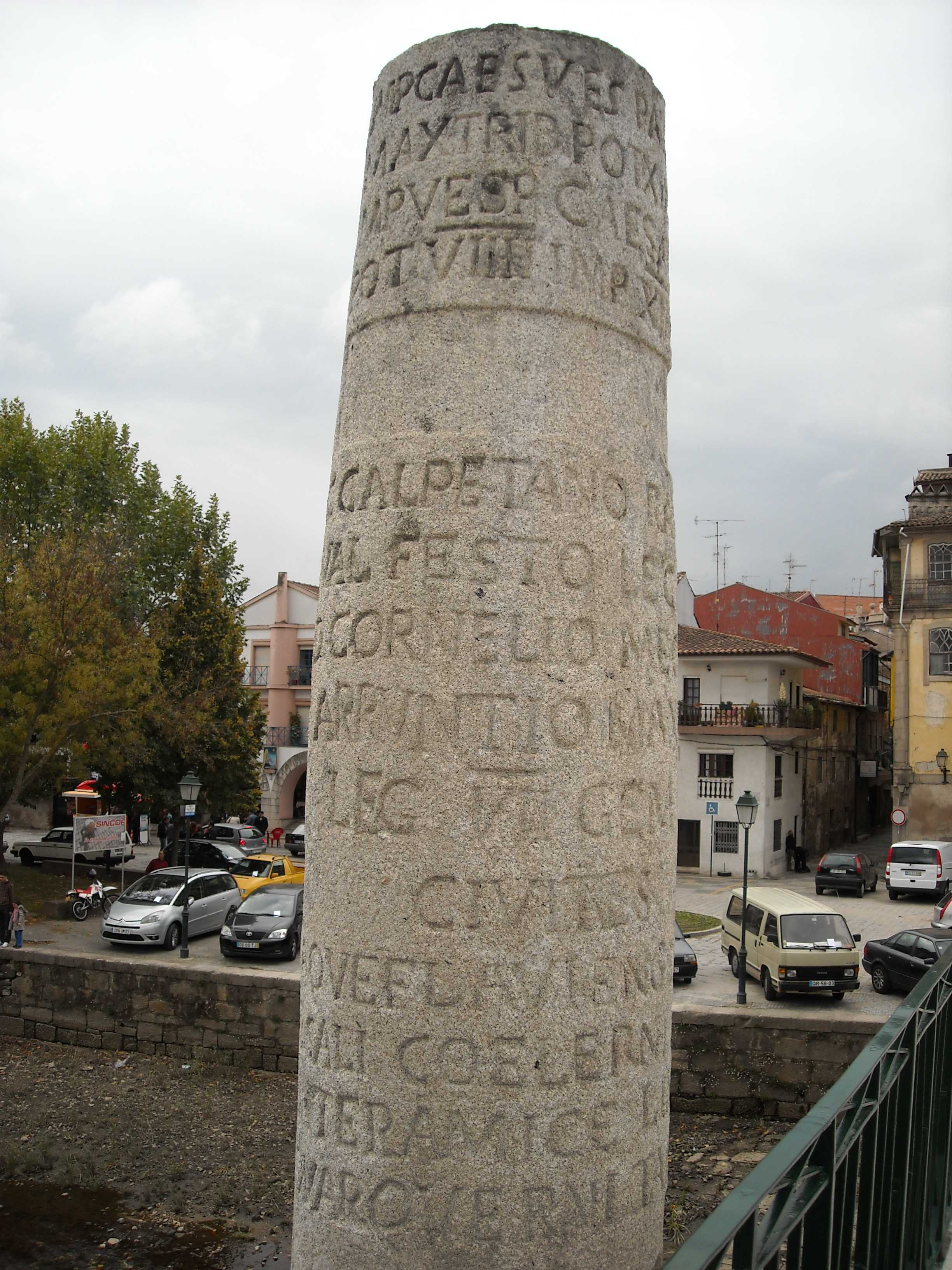
Cópia do Padrão dos Povos na ponte de Trajano em Chaves

- Padrão dos Povos da Ponte de Trajano em Chaves (Portugal), Via XVII,

Epígrafe:
"IMP CAES VESP AVG PONT / MAX TRIB POT X IMP XX PROCOS IX / IMP VESP CAES AVG F PONT TRIB / POT VIII IMP XIIII COS VI /... / C CALPETANO RANTIO QUIRINALI VAL FESTO LEG AVG PR PR / D CORNELIO MECIANO LEG AVG / L ARRVNTIO MAXIMO PROC AVG / LEG VII GEM FEL / CIVITATES X / AQUEFLAVIENSES AOBRIGENS / BIBALI COELERNI EQUAESI / INTERAMICI LIMICI AEBISOCI / QUARQUERNI TAMAGANI ..."
Tradução:
"Sendo Imperador César Vespasiano Augusto, Pontífice Máximo, com poder tribunício por décima vez, Imperador vigésimo, pai da pátria, cônsul por nona vez; também ao imperador (Tito) Vespasiano César, filho do Augusto, Pontífice, com poder tribunício por oitava vez, Imperador décimo quarto, cônsul por sexta (...) sendo Caio Calpetano Râncio Quirinal Valério Festo, legado propretor do Augusto e sendo Legado de Augusto, Décio Cornélio Meciano e Lúcio Arrúncio Maximo, procurador do Augusto. A Legião VII Gemina Felix e dez cidades: os Aquaflavienses, os Avobrigenses, os Bíbalos, os Celernos, os Equesos, os Interâmicos, os Límicos, os Ebisócios, os Quaquernos e os Tamaganos (...)."
A respeito das linhas que faltam, há acordo entre os especialistas em considerar que foram eliminadas referências ao imperador Domiciano em virtude de damnatio memoriae. A lista dos povos inclusos, pertencentes ao Conventus de Braga, ponderão ter colaborado no erguimento da ponte.

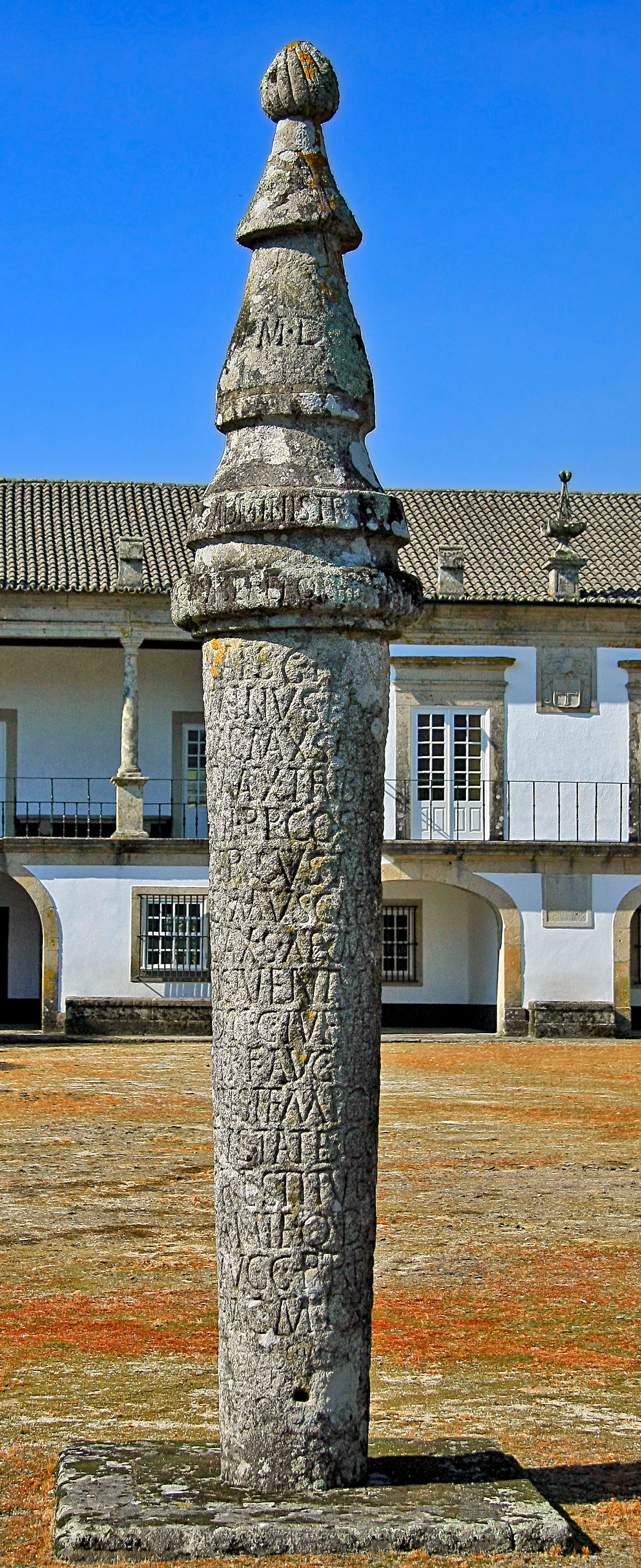
Miliário convertido em pelourinho no Solar de Bertiandos, Ponte de Lima

- Miliário do Solar de Bertiandos, Ponte de Lima, Via XIX.

Epígrafe:
"Imp(erator) · caes(ar) · G(aius) · Iul(ius) · Verus
Maximinus · p(ius) · f(elix) · aug(ustus) · germ(anicus)
max(imus) · dac(icus) · max(imus) · sarmatic(us) · [m]ax(imus)
pont(ifex) · max(imus) · trib(unicia) · pot(estate) · V
imp(erator) · VII · p(ater) · p(atriae) · co(n)s(ul) · proco(n)s(ul) · et
C(aius) · Iul(ius) · Verus· Maximinus no
bilissimus caes(ar) · germ(anicus) max(imus)
dac(icus) · max(imus) · sarm(aticus) max(imus)
princ(eps) · iuventutis · filius
imp(eratoris) · d(omini) · n(ostri) · G(aii) · Iul(ii) · Veri· Maxi
mini · p(ii) · f(elicis) · aug(usti) · vias · et
pontes · tempor(i)s
vetustatis con(lap)sos · restituerunt
curante · Q(uinto) · D(ecio)
leg(ato) · augg(ustorum) · pr(o) · prae(tore)
a · Brac(ara) · m(ilia) · p(assuum) · XVIII"
Tradução:
César Imperador Caio Júlio Vero Maximino, pio, feliz, augusto, germânico
máximo, dácico máximo, sarmático máximo, pontífice máximo, investido com  poder tribunício pela
quinta vez, imperador pela sétima vez, pai da pátria, cônsul,
procônsul; e Caio Júlio Vero Máximo, nobilíssimo césar, germânico máximo,
dácico máximo, sarmático máximo, príncipe da juventude, filho do nosso senhor o
imperador Gaio Júlio Vero Maximino, pio, feliz, augusto, mandaram refazer
vias e pontes deterioradas pelo passo do tempo, sendo responsável Quinto Décio,
legado propretor dos augustos, milha XVII desde Bracara Augusta.
Data de entre 235 e 238 d.C.